# علي بن محمد العيسى
علي بن محمد العيسى، شاعر ومؤلف وكاتب تربوي واجتماعي، وأحد أبرز الأدباء والمؤلفين والتربويين المعاصرين في المملكة العربية السعودية.

## النشأة والتعلّم
- ولد في شقراء عام 1358هـ/ 1939م.
- تلقى تعليمه الابتدائي في المدرسة الرحمانية بمكة المكرمة.
- درس المرحلة الثانوية في دار التوحيد بالطائف.
- حصل على الشهادة الجامعية من كلية الشريعة بمكة المكرمة عام 1380هـ/1960م.
- حصل على دبلوم المركز الإقليمي لتدريب كبار موظفي التعليم في البلاد العربية (اليونسكو) عام 1384-1385هـ/1964-1965م. كما حصل على دبلوم الدراسات في المناهج والإدارة التربوية والاقتصاد التعلمي والإحصاء.
- حصل على دورة في اللغة الإنجليزية من المعهد البريطاني في بيروت عام 1384هـ/1964م.
- حصل على درجة الماجستير من الولايات المتحدة الأمريكية 1398هـ.[1]

## وظائفه
- عمل معلمًا في المتوسطة الأولى بالرياض عام 1381هـ.
- عمل في وظائف عدة في وزارة المعارف (وزارة التربية والتعليم سابقًا وزارة التعليم اليوم)، وهي:

1. عمل مفتشًا عامًا تربويًا مساعدًا في التعليم الابتدائي.
2. عمل مفتشًا عامًا (موجهًا تربويًا).
3. مساعد المدير العام للتعليم الابتدائي
4. عمل مديرًا مساعدًا للتعليم الابتدائي.
5. عمل مديرًا عامّا للتعليم الابتدائي.

- عين ملحقًا تعليميًا للشؤون الأكاديمية بالمكتب التعليمي الثقافي بالولايات المتحدة الأمريكية.
- عمل مستشارًا في وزارة التعليم العالي.[2]

## إسهاماته الثقافية
كان لعلي العيسى إسهامات ثقافية تربوية وتعليمية فاعلة داخل السعودية وخارجها، ومن أهم إسهاماته الثقافية:
- المشاركة في مؤتمر اليونسكو العالمي في باريس عام 1390هـ/1970م.
- المشاركة في مؤتمر التربية الدولي في جنيف عام 1391هـ/1971م.
- له كتابات تتمحور حول القضايا الفكرية والتربوية والاجتماعية والإسلامية والأدبية واللغوية.
- كاتب مقالات في: مجلة اليمامة، وصحيفة الجزيرة، والرياض، والمحايد اللندنية.
- نظم الشعر الهادف واعتمد في موضوعاته على الأوضاع الاجتماعية السعودية، إلى جانب القضايا الإسلامية مثل: قضية فلسطين.[3]

### من مؤلفاته
- ما استطعت عن التربية والمجتمع، دار العلوم للطباعة والنشر، الرياض، 1403هـ/1983م.
- الرأي ما ترون، مكتبة الخريجي، الرياض، 1406هـ/1986م.
- إلى من يقرأ عن التربية والمجتمع، مكتبة الحرمين، الرياض، 1407هـ.
- حوار مع الأفكار، الناشر المؤلف، الرياض، 1410هـ/1990م.
- الشعر والشعور، الناشر المؤلف، الرياض، 1411هـ/1990م.
- تعلو التلال بقارب (شعر)، الناشر المؤلف، الرياض، 1411هـ/1990م.
- مما يمكن قوله (محاورة مع قضايا معاصرة)، الناشر المؤلف، الرياض، 1413هـ/1993م.
- الإبداع شاع أم ضاع؟، الناشر المؤلف، الرياض، 1416هـ/1996م.
- قليل مما قل، الناشر المؤلف، الرياض، 1417هـ/1997م.
- ليت نثري، الناشر المؤلف، الرياض، 1417هـ/1996م.[4]